# Kalianyar (Tambora)
Kalianyar is een plaats (wijk - kelurahan) in het onderdistrict Tambora in het bestuurlijke gebied Jakarta Barat (West-Jakarta) in de provincie Jakarta, Indonesië. De plaats telt 27.679 inwoners (volkstelling 2010).